# Bwené
Bwené est un village du département du Nkam au Cameroun. Situé dans l'arrondissement de Yabassi, il est localisé sur la route piétonne qui relie Yabassi à Moutimbelembe. On y accède également par la rive gauche du fleuve Wouri.  

## Population et environnement
En 1967, le village de Bwené avait 84 habitants. Le village fait partie du canton des Wouri Bwele. La population de Bwené était de 46 habitants dont 23 hommes et 23 femmes, lors du recensement de 2005. 